# Altındere, Merkezefendi
Altındere là một xã thuộc huyện Merkezefendi, tỉnh Denizli, Thổ Nhĩ Kỳ. Dân số thời điểm năm 2010 là 588 người.